# Dioon edule
Dioon edule — вид голонасінних рослин класу саговникоподібні (Cycadopsida). Типовий вид роду.

## Опис
Стовбур піднятий або напівлежачий 1–1,5(3) м у висоту і 20–30 см в діаметрі. Молоде листя блідо-зелене, 15–20 зрілих листків утворюють крону, листки довжиною 0.7–1.6 м, світло-зелені або сірувато-зелені; черешок довжиною 10–15 см; листових фрагментів 120–160 на кожному листку; середні фрагменти розміром 6–12 см × 6–10 мм, лінійні за лінійно-ланцетні, шкірясті, конічні і довго загострені, поступово зменшується в довжину у напрямку до основи листа. Чоловічі шишки 20–40 × 6–10 см циліндричні. Жіночі шишки 20–35 × 12–20 см, яйцевиді, волохаті; плодоніжка довжиною 8–12 см. Насіння 2.5–3.5 × 2–2,5 см, яйцевиде. Саркотеста кремова або біла.

## Поширення, екологія
Країни поширення: Мексика (Ідальґо, Керетаро, Сан-Луїс-Потосі, Тамауліпас, Веракрус). Цей вид росте в районах перехідних між тропічним листяним лісом і дубовим лісом, у скелястих районах і на крутих скелях на висотах від рівня моря до 1500 м.

## Використання
Молоде насіння подрібнюють і готують коржі. Західна культура широко впроваджує рослину як декоративну.

## Загрози та охорона
Загрозами є руйнування місця існування і надмірний збір для декоративних цілей. Вид також захищений місцевими громадами.

## Галерея

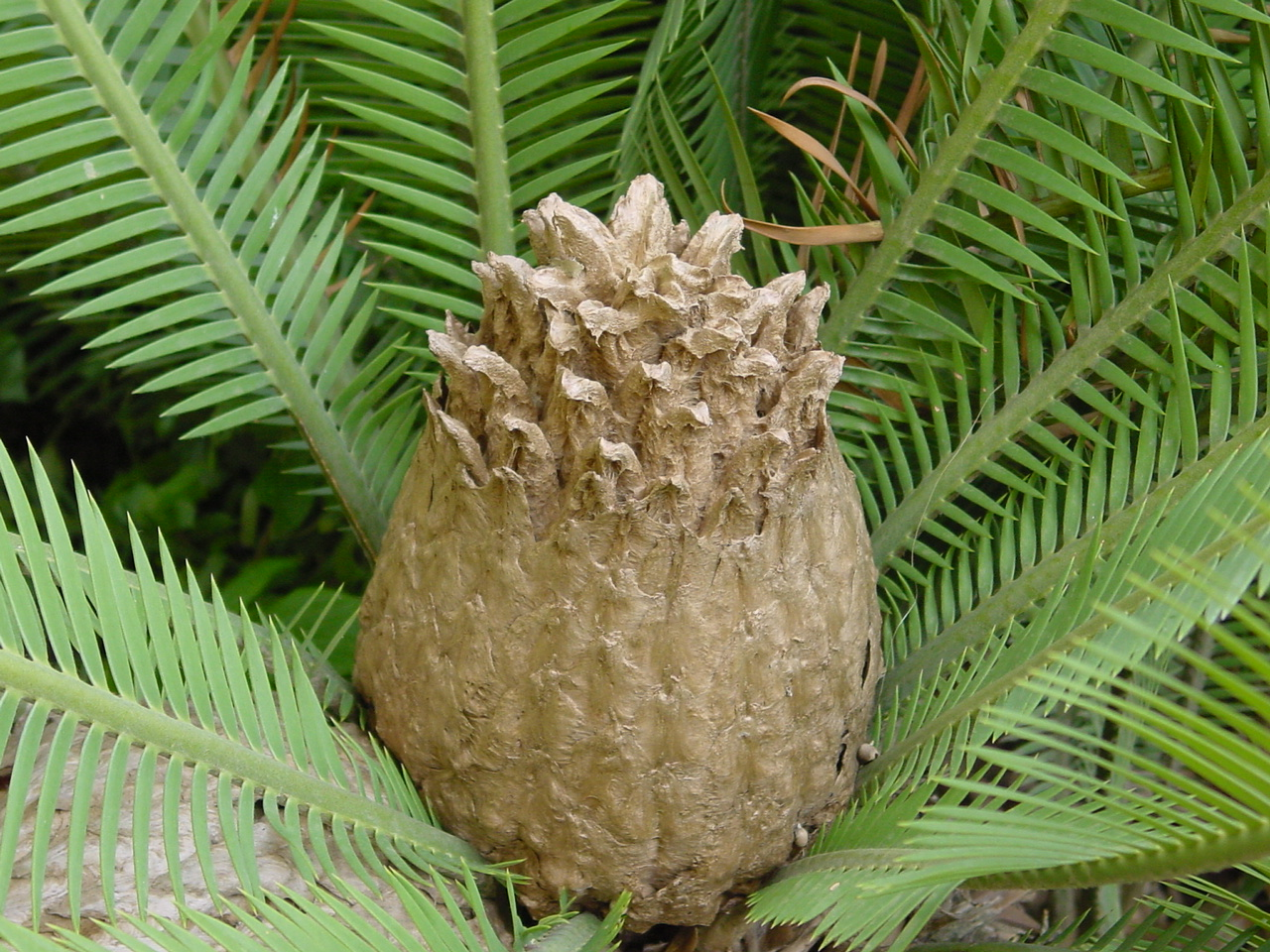
Листя і жіноча шишка
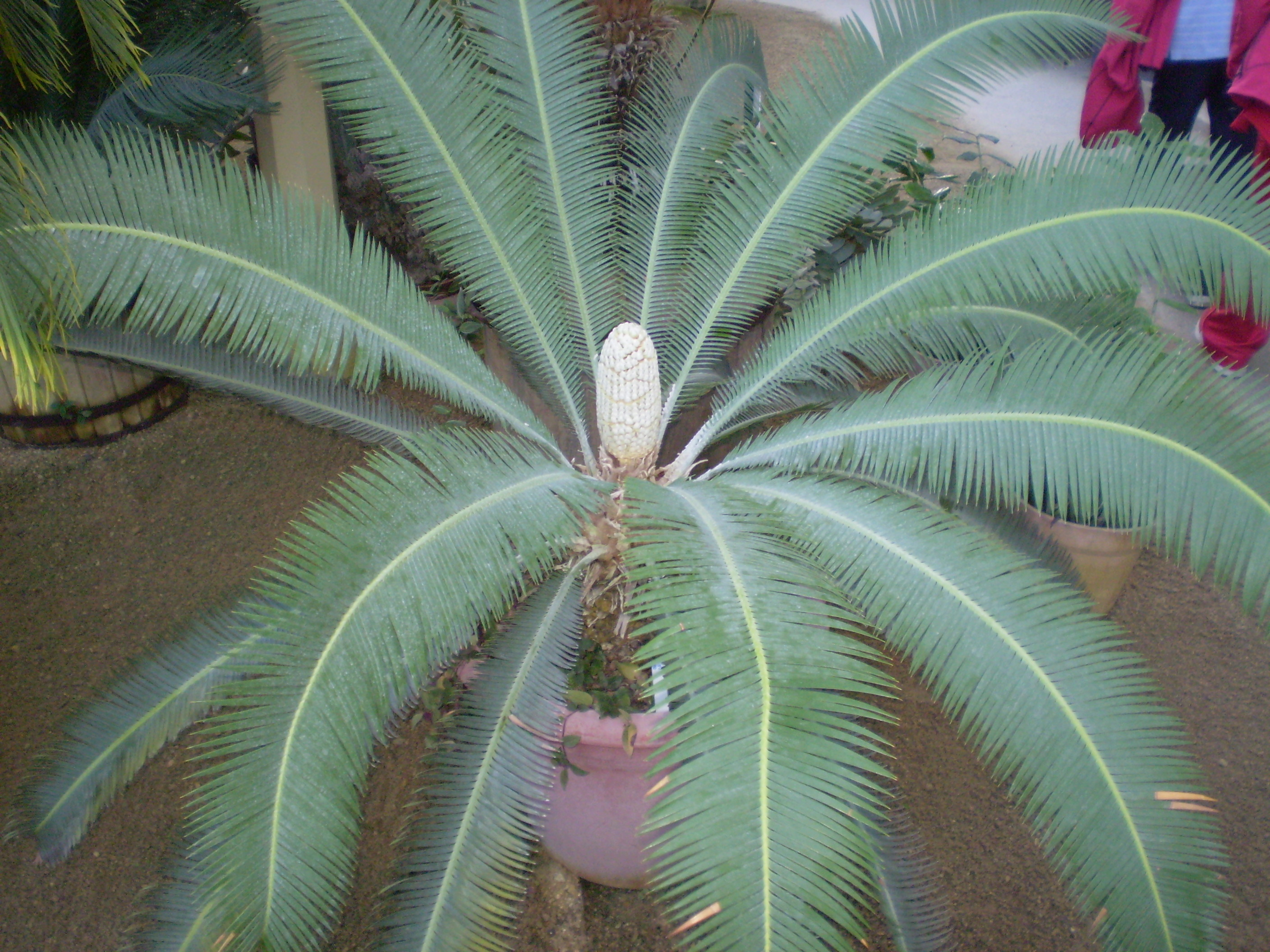
Листя і чоловіча шишка